# Cordylus niger
Cordylus niger är en ödleart som beskrevs av  Cuvier 1829. Cordylus niger ingår i släktet Cordylus och familjen gördelsvansar. Inga underarter finns listade i Catalogue of Life.